# نقش‌برجسته شیوند
نقش برجسته شیوند در شهرستان ایذه، بخش دهدز، دهستان دنباله رود شمالی، روستای شیوند واقع شده و این اثر در تاریخ ۲۶ اسفند ۱۳۸۷ با شمارهٔ ثبت ۲۵۹۷۹ به‌عنوان یکی از آثار ملی ایران به ثبت رسیده است.